# Cranichis calva
Cranichis calva är en orkidéart som först beskrevs av Friedrich Fritz Wilhelm Ludwig Kraenzlin, och fick sitt nu gällande namn av Rudolf Schlechter. Cranichis calva ingår i släktet Cranichis, och familjen orkidéer. Inga underarter finns listade i Catalogue of Life.